# Рио Негро (провинција)
Рио Негро (шп. Río Negro) је провинција у јужном делу Аргентине. Према северу се граничи са провинцијом Ла Пампа, према истоку са провинцијом Неукен и Чилеом, према југу са провинцијом Чубут а према истоку се граничи са провинцијом Буенос Ајрес и излази на Атлантски океан.